# 79P/du Toit-Hartley
79P/du Toit-Hartley, komet Jupiterove obitelji, objekt blizu Zemlji.
Otkrio ga je du Toit. Proračuni orbite nisu bili sasvim sigurni zbog čega je komet bio izgubljen sve dok ga 5. i 6. veljače 1982. nije pronašao opet Malcolm Hartley iz promatračke jedinice opservatorija u Siding Springu u Australiji UK Schmidt Telescope. Uočio je dva kometa na fotografskim pločama. Oba su bila kratka repa. Jedan je komad bio sjajnosti 14, a drugi sjajnosti magnitude 17. Poslije je otkriveno da je izvorni komet pukao na dva dijela, vjerojatno 1976. godine. Uočen je kad je i očekivan 1987. a nije uočen u novom prolazu 1992. godine. Ponovo su ga uočili astronomi iz urugvajskog opservatorija Los Molinosa 4. ožujka 2003. i bio je magnitude 17.